# Gaisspitze
Gaisspitze är ett berg i Österrike.   Det ligger i distriktet Landeck och förbundslandet Tyrolen, i den västra delen av landet, 500 km väster om huvudstaden Wien. Toppen på Gaisspitze är 2 779 meter över havet.
Terrängen runt Gaisspitze är bergig åt nordost, men åt sydväst är den kuperad. Runt Gaisspitze är det ganska glesbefolkat, med 22 invånare per kvadratkilometer.. Närmaste större samhälle är Sankt Anton am Arlberg, 17,1 km norr om Gaisspitze. 
Trakten runt Gaisspitze består i huvudsak av gräsmarker.